# 25331 Berrevoets
25331 Berrevoets este un asteroid din centura principală de asteroizi.

## Descriere
25331 Berrevoets este un asteroid din centura principală de asteroizi. A fost descoperit pe 20 mai 1999 la Oaxaca de James M. Roe. Asteroidul prezintă o orbită caracterizată de o semiaxă mare de 2,71 ua, o excentricitate de 0,21 și o înclinație de 2,6° în raport cu ecliptica.